# Milan Kerbr
Milan Kerbr (* 9. června 1967, Uherské Hradiště) je bývalý český fotbalový útočník a reprezentant, držitel stříbrné medaile z mistrovství Evropy roku 1996, byť na šampionátu nenastoupil. Jeho syn Milan Kerbr je také fotbalistou.

## Fotbalová kariéra
V domácí lize (nejprve federální československé, posléze české) hrál pouze za Sigmu Olomouc. Prožil s ní její nejslavnější "brücknerovskou" éru, hrál v jejím dresu tehdy i čtvrtfinále Poháru UEFA. V lize se Sigmou dosáhl maxima v roce 1996 (2. místo). Odehrál za hanácký klub 143 ligových zápasů a vstřelil 35 gólů.
V reprezentaci odehrál 2 zápasy (přátelská utkání s Rakouskem a Irskem).